# Kryńscy herbu Rogala

Herb Rogala

Kryńscy herbu Rogala – polski ród szlachecki wywodzący się z Podlasia. 

## Etymologia nazwiska
Etymologia nazwiska rodu Kryńskich ma charakter odmiejscowy, w związku z czym pochodzi od miejscowości Krynki Rogale znajdującej się w dawnej ziemi drohickiej na Podlasiu, będącej zarazem ich gniazdem rodowym.

## Historia

### XV w.
Wśród dokumentów kancelarii sądu drohiczyńskiego z XV w. znajduje się zapis odnoszący się do pierwszego znanego źródłowo przedstawiciela Kryńskich oraz ich prawdopodobnego protoplasty – rycerza Rogalki z Krynek herbu Rogala, żyjącego ok. 1460 roku. Wówczas istniały już wsie o nazwie Krynki, zlokalizowane po drugiej stronie rzeki Bug, gdzie w latach 1476–1483 dziedziczyli je m.in. Sięgniew, Miklasz, Piotr, Paweł i Mikołaj. Wszyscy w dokumentach pisali się „na Krynkach” .

### XVI w.
Zachowały się XVI-wieczne wykazy uczestników do popisu pospolitego ruszenia w 1567 r., jak i na przysięgę do Drohiczyna, która miała miejsce w 1569 roku. Z Krynek Rogali przybyło aż osiemnastu żołnierzy, jednakże dwunastu pieszo a tylko sześciu na koniach, co może wskazywać na średnią zamożność rodu w ówczesnych czasach. Z kolei w czasie przysięgi na wierność Koronie Królestwa Polskiego, po przyłączeniu Podlasia do Polski z Krynek stawiło się ponad piętnastu żołnierzy, wśród nich na uwagę zasługują synowie Biernata Andrzej i Paweł Kryńscy z Krynek oraz Maciej, Stanisław i Walenty Korycińscy synowie Michała . 
W 1580 r. podatek wojenny króla Stefana Batorego opłacił z Rogali Paweł Kryński wraz z kuzynami i cześnikami z 6,5 włók ziemskich .
Do naszych czasów zachował się dokument wywodu szlacheckiego niejakiego Jana Kazimierza Kosieradzkiego z połowy XVII wieku, zamieszczony wraz ze szczegółowym opisem przez historyka Zbigniewa Wąsowskiego w pracy dotyczącej dziejów parafii Rozbity Kamień. Kosieradzki był spokrewniony z Kryńskimi herbu Rogala i zawarł w swoim wywodzie szereg istotnych informacji właśnie ich dotyczących, a sięgających połowy XVI w. Dzięki temu poznaliśmy przedstawiciela rodu, żyjącego w XVI wieku, Macieja Kryńskiego herbu Rogala, piszącego się z Krynek. Jego synem był Bernard Kryński, a wnukami: Stanisław, mąż Barbary Pniewskiej i Andrzej. To ich dotyczą wypisy sądowe z lat 1568–1599 dotyczące m.in. pozwu Kryńskich o dwór Bernarda Kryńskiego oraz zatargów o majątek z Sawickimi. W 1593 r. ostatecznie Bernard Kryński zapisał swe dobra na Krynkach wnukom tj. Stanisławowi i Bartłomiejowi (synom Andrzeja) .

### XVII w.
U Kryńskich na przestrzeni czasu toczyły się spory i kłótnie rodzinne oraz sąsiedzkie. W 1626 roku odnajdujemy bowiem pozew do sądu drohiczyńskiego, który wnieśli Agnieszka Kryńska, Jakub (syn Stanisława) i Jan (syn Cherubina Kryńscy) o niedopuszczenie ich do wprowadzenia na dobra Krynki. Wówczas to część dóbr Krynki należała m.in. do znanych już nam Bartłomieja i Stanisława Kryńskich, synów Andrzeja oraz do Grzegorza Kryńskiego i jego małżonki Zofii (córki Jana Tarkowskiego). W 1631 r. Zofia z Tarkowskich pierwsza żona Macieja Kryńskiego, a po jego śmierci małżonka Grzegorza Kryńskiego, zapisała swój majątek synom: Walerianowi i Stefanowi Kryńskim, zaś rok później Jakub Pniewski odstąpił cześć dóbr kupionych kiedyś od Jana Kryńskiego – Jakubowi Kryńskiemu synowi Stanisława. W 1638 r. część Krynek z kolei zastawili swojemu bratu Stanisławowi – Jan i Marcjan synowie Jakuba .
W 1665 r. protest do sądu drohiczyńskiego wnieśli wspólnie Stanisław Kryński (syn Jakuba) oraz Jerzy i Wojciech Kryńscy (synowie Stanisława). Jeszcze w tym samym roku miał miejsce głośny proces o wytyczenie granic pomiędzy dobrami Krynki należącymi m.in. do Andrzeja, Melchiora, Piotra, Wawrzyńca i Tomasza Kryńskich (synów Bartłomieja) i innych, a dobrami Mordy, Czołomyje, Ogrodniki i Czeplielin. W 1666 r. miała zaś miejsce apelacja między dziedzicami Kryńskimi i Ciecierskimi oraz innymi pozwanymi w procesie powiatu drohickiego, województwa podlaskiego . 
Ostatni zapis dotyczący Kryńskich pochodzi z dokumentu wywodowego jednego z przedstawicieli domu Kosieradzkich i pochodzi z 1669 r.